# مسیر هجومی
مسیر هجومی یا ميدان آموزش عمليات هجومى (به انگلیسی: assault course یا trim trail) مسیری است که اغلب در آموزش نظامی استفاده می‌شود. کاربرد اصلی آن ارزیابی پیشرفت و نقاط ضعف فرد یا تیم است.

## آموزش نظامی
مسیرهای هجومی در آموزش نظامی برای افزایش تناسب اندام، نشان دادن تکنیک هایی که می تواند برای عبور از موانع استفاده شود و افزایش کار تیمی و اعتماد به نفس استفاده می شود.
دوره های حمله نظامی به توسعه کمک می کند: آمادگی جسمانی: قدرت؛ استقامت؛ تحرک؛ فن: مانند نحوه بالا رفتن از دیوار و پایین آمدن ایمن. کار تیمی: به خصوص روی موانعی که تنها به صورت تیمی می توان از چنین دیوارهای بلندی عبور کرد. توانایی ذهنی: غلبه بر چالش ها و ترس ها با شجاعت و عزم شخصی.